# یاسمین آلن
یاسمین کی آلن (به انگلیسی : Yasemin Kay Allen) متولد ۱۰ ژوئیه ۱۹۸۹ یک بازیگر و مدل ترکیه ای می باشد .

## زندگی‌نامه
یاسمین کای آلن در تاریخ دهم ژوئیهٔ سال ۱۹۸۹ در لندن به دنیا آمد. پدر او دادلی آلن نام دارد و انگلیسی است و مادر وی Suna Yıldızoğlu انگلیسی – ترکیه‌ای و بازیگر و خواننده است. یاسمین آلن یک برادر به نام kaan دارد.
او در سه ماهگی به اتفاق خانواده‌اش به ترکیه آمد. وی تحصیلات ابتدایی خود را در ترکیه به پایان رسانده و در سن ۱۱ سالگی به همراه مادرش به استرالیا نقل مکان کرد.
یاسمین در طی دوران دبیرستان دروس سینما، تلویزیون، درام و عکاسی را آموخت و فیلم کوتاه ساخت. در دانشگاه کوئینزلند در رشته سینما و تلویزیون موفق به گرفتن بورسیه شد.
آلن در ۱۸ سالگی به کشور ترکیه بازگشت و در رشته تئاتر از هنرستان Müjdat Gezen فارغ‌التحصیل شد.

## فعالیت‌های هنری
یاسمین در سال ۲۰۰۸ در مسابقات زیبایی چهره L’Oréal’ فینالیست شد. در همان سال در فیلم Elif که مادرش هم در آن بازی می‌کرد به عنوان نقش اول بازی کرد. در سال ۲۰۱۰ در سریال Kavak Yelleri در نقش elena و در سریال Yerden Yüksek در نقش Juliette به ایفای نقش پرداخت.
در سال ۲۰۱۱ در سریال Hayat Devam Ediyor در نقش Pelin Akça ظاهر شد. در سال ۲۰۱۳ در سریال Merhamet در نقش Irmak Tunal حاضر شد. در همان سال در سایت خرید و فروش n11.com چهره تبلیغاتی شد.

آلن در فیلم Su ve Ateş به کارگردانی و نویسندگی و بازیگری Özcan Deniz در نقش Yağmur وارد سینما شد. در سال ۲۰۱۴ در نقش Defne Sultan در سریال Muhteşem Yüzyıl بازی کرد در نوامبر ۲۰۱۴ در یکی از نقش‌های اصلی در سریال Şeref Meselesi به ایفای نقش پرداخت.